# Grad Yoros
Grad Yoros (turško: Yoros kalesi) je bizantinski grad v razvalinah ob sotočju Bosporja in Črnega morja, severno od Józuetovega hriba, v Carigradu v Turčiji. Prav tako ga pogosto imenujejo Genovski grad, ker ga je sredi 15. stoletja imela v posesti Genova.

## Geografija
Grad Yoros leži na hribu, obdan s strmimi pečinami s pogledom na Bospor. Severno od majhne ribiške vasice Anadolu Kavağı, v zalivu Macar, celotno območje se imenuje Anadolu Kavağı. Ta odsek je eden najožjih odsekov Bosporja, na nasprotni obali pa leži območje, imenovano Rumeli Kavağı, ki je prej imelo utrdbo, podobno gradu Yoros. (Anadolu in Rumeli sta bila osmanska izraza za anatolski in evropski del cesarstva).

## Zgodovina
Bodočo lokacijo gradu Yoros, ki je bila strateško postavljena v bližini sotočja Bosporja in Črnega morja, so že pred bizantinskim obdobjem za trgovske in vojaške namene naselili Feničani in Grki. Grki so to območje imenovali Hieron (Sveto mesto). Na tem območju so bili odkriti ostanki templjev, med njimi Dios, oltar dvanajstih bogov in Zevs Ourios (Zevs, garant ugodnih vetrov) iz stoletja pred našim štetjem.
Grad Yoros je bil občasno zaseden ves čas Bizantinskega cesarstva. V času rodbine Paleologov med propadanjem cesarstva je bil grad Yoros dobro utrjen, prav tako pa tudi Rumeli Kavağı na nasprotni strani Bosporja. Masivno verigo so lahko razširili čez Bospor med tema dvema točkama, tako da so prekinili ožino in napadali bojne ladje, podobno verigi čez Zlati rog, s katero se je branil Konstantinopel med zadnjim osmanskim obleganjem sultana Mehmeda II..
Bizantinci, Genovežani in Osmani so se leta borili za to strateško utrdbo. Osmanske sile so jo prvič osvojile leta 1305, Bizantinci pa so jo kmalu zatem spet prevzeli. Bajazid I. je leta 1391 grad spet zavzel, ko se je pripravljal na obleganje Konstantinopla. Uporabljali so ga kot njegov terenski sedež med gradnjo Anadolu Hisarı, enega najpomembnejših gradov za obleganje. Leta 1399 so Bizantinci poskušali vrniti grad Yoros. Napad ni uspel, in vas Anadolu Kavağı je bila požgana do tal. Osmani so trdnjavo držali med letoma 1391–1414 in jo leta 1414 izgubili od Genovežanov. Štiridesetletna genovska okupacija je gradu posodila ime Genovski grad.
Ko je leta 1453 sultana Mehmed II. osvojil Konstantinopel, je prisotnost Genovežanov na takšni strateški lokaciji ogrožala novo osmansko prestolnico. V nekaj letih je sultan pregnal Genovežane. Nato je utrdil obzidje in zgradil carinarnico, karanteno in kontrolno točko ter tam postavil garnizon vojakov. Bajazid II. (1481–1512) je kasneje znotraj grajskega obzidja dodal mošejo.
Kozaški napadi so Osmansko cesarstvo mučili skozi njegovo dolgo zgodovino. Leta 1624 je flota 150 kozaških kaïkov plula čez Črno morje, da bi napadla mesta in vasi blizu Konstantinopla. Udarili so po vaseh v Bosporju in Murat IV. (1623–1640) je rekonstruiral Anadolu Kavağı za obrambo pred floto. To bi se izkazalo za ključni pomen pri zaščiti regije pred morskimi napadi kozakov.
Pod Osmanom III. (1754–1757) je bil grad Yoros ponovno prenovljen. Kasneje, leta 1783, je Abdul Hamid I. dodal še stražarske stolpe. Po tem obdobju je postopoma propadal. V času turške republike grad ni bil več v uporabi.

## Dandanes
Ruševine gradu in okoliških obzidij še vedno obstajajo, čeprav mošeje, večine stolpov in drugih struktur ni več. Grad Yoros in vas Anadolu Kavağı sta priljubljena enodnevna izleta iz Carigrada. Običajno lokacija ni nadzorovana in obiskovalci se lahko vzpenjajo po starodavnih zidovih. Od leta 2018 pa potekajo arheološka izkopavanja in obiskovalci ne morejo vstopiti v grad. Na zidovih gradu so še danes vtisnjeni grški napisi, skupaj s simbolom družine Paleolog, ki je vladala Bizancu do njegovega padca. Vojaškega pomena mesta ni mogoče preceniti. Dejansko je večina območja okoli gradu Yoros danes v rokah turške vojske, ki je zaprla območje za obiskovalce.

## Anadolu Kavağı
Vaščani Anadolu Kavağı so bili v preteklosti odvisni predvsem od ribolova, vendar se zdi, da so nekateri delovali kot 'uničevalci'. Turške govorice poročajo, da so zakurili ogenj, da bi ladje zmedli in jih zmedli v ozkih ožinah ter zasegli njihovo blago. Nasprotno pa mnogi trdijo, da je bila Anadolu Kavağı uporabljena tudi kot zavetje trgovskih ladij pred nevihtami, ko je bilo  zabeleženo celo do tristo ladij naenkrat.

## Galerija
- Grad Yoros iz Bosporja
- Obzidje gradu Yoros